# Kairi (Street Fighter)
Kairi ( 水 神 カイリ, Muzukami Kairi ) , es un personaje ficticio creado por la empresa japonesa Arika, perteneciente a la saga de videojuegos de Street Fighter, de Capcom. Aparece en los tres juegos que conforman la trilogía de Street Fighter EX.

## Apariencia
En Street Fighter EX, Kairi aparece como un joven alto de pelo largo negro, recogido en una larga coleta, vestido con una camiseta sin mangas azul y pantalones del mismo color. Es tuerto, ya que le falta el ojo izquierdo y lleva una enorme cicatriz en ese lado del rostro. En Street Fighter EX2 y Street Fighter EX3 su aspecto varía notablemente, ya que según su historia, Kairi escogió seguir la senda del Hadou oscuro, con los pertinentes cambios físicos que ello conlleva. El color de su piel es más pálido, su pelo pasa a ser de color blanco, su ojo derecho brilla con luz roja intensa y posee más cicatrices en el pecho y en los brazos. Su indumentaria tampoco es la misma, ya que aquí no lleva camiseta y sus pantalones son de color blanco.

## Perfil
Kairi es representado como un amnésico. Fue entrenado en el arte tradicional del karate instruido por su familia, los Muzukami. Desde niño desapareció de su lugar de origen y perdió todos sus recuerdos. Durante su lucha por sobrevivir, pelea contra un contrincante desconocido dejándolo cicatrizado alrededor de su cuerpo y su ojo derecho. Según varios rumores, ese luchador misterioso pudo haber sido Akuma, de quien "heredó" la esencia maligna del Satsui no Hadou, razón por la cual comparte algunos movimientos similares a los de Akuma (como el Shun Goku Satsu). Kairi continuó su lucha recorriendo el "sendero de la Shura" sin objetivo aparente. Como resultado de sus batallas constantes, su aspecto ha ido cambiando, por ejemplo, su cabello negro se torna a blanco.

Con el paso del tiempo, se entera de que él es el hermano mayor de Nanase y Hokuto, y que esta última fue asignada a una misión para encontrarlo, y de hecho, esto significaba que tendría que enfrentarse a Kairi en un combate de vida o muerte. Al reunirse, se abre un severo y brutal combate entre ambos, y Kairi desencadena el Satsui no Hadou hacia Hokuto convirtiéndola en una asesina cuyo único propósito es eliminar a Kairi. Finalmente, Hokuto es derrotada por su hermano, y mientras permanecía inconsciente a sus pies, repentinamente aparece Akuma y logra obtener el control total sobre Hokuto para obligarlos a enfrentarse nuevamente. Nanase es enviada al sitio con el objetivo de salvar a Hokuto y a Kairi.

## Apariciones
- Street Fighter EX
- Street Fighter EX Plus
- Street Fighter EX2
- Street Fighter EX2 Plus
- Street Fighter EX3
- Fighting Ex Layer

- Datos: Q2279524